# Huaben
Uno huaben (話本T, 话本S, huàběnP) è una breve storia o novella scritta principalmente in lingua parlata, a volte comprendente cinese classico semplice. Al contrario dei lunghi romanzi cinesi, non è suddiviso in capitoli, ed è caratterizzato da un numero limitato di caratteri e di episodi. I primi huaben risalgono al secolo XII durante la dinastia Song, ma il genere non fiorì fino ai tardi Ming, e dopo il medio secolo XVII non produsse più opere ricche di originalità. Nello sviluppo del romanzo cinese, lo huaben è erede del bianwen e del chuánqí della dinastia Tang, e costituisce il predecessore dei romanzi Ming.

## Origini: la narrazione di storie dei Song
I quartieri del piacere delle due capitali della dinastia Song, Kaifeng e Hangzhou, ospitavano una vasta gamma d'intrattenimenti, comprese le narrazioni di storie. I cantastorie erano specializzati in base al tema e all'argomento; narravano racconti tradizionali, spesso derivati dalla storia dei Tre regni e delle Cinque dinastie, in molte sessioni, a volte per diverse settimane. Altri erano specializzati nelle storie buddhiste, eredi del bianwen. C'era anche un gruppo di cantastorie i cui racconti ricoprivano una sola sessione. Queste storie erano divise in sottogeneri, fra cui narrazioni di banditi, di fantasmi, di demoni, d'amore e simili. Gli studiosi di questo genere respinsero la prima teoria che affermava che gli huaben s'originarono dai canovacci dei cantastorie, ma concordano sul fatto che essi si svilupparono dalle convenzioni dello stile orale di questi primi racconti.
Non è sopravvissuta nessuna versione della dinastia Song, ma solo un riferimento del secolo XIV o XV, sebbene raccolte più tarde rivendicano di essere degli huanben Song. Il racconto del monte sereno (Qingping Shantang huaben), pubblicato nel 1550 da Hong Pian, un bibliofilo di Hangzhou, è la più antica raccolta stampata di huaben. Originariamente conteneva 60 testi d'epoca Song e Yuan, ma meno della metà sono sopravvissuti, quasi tutti considerati di bassa qualità. Sono presenti, tuttavia, le prime testimonianze delle versioni scritte delle storie orali. Nella forma, una poesia è spesso utilizzata come introduzione alla storia, un'altra alla fine ne dà la morale, e il corpo del testo include dei passaggi in versi.
Un'altra di queste raccolte è il Datang Sanzang fashi qujing ji ("Storie del maestro Tripitaka", che andò a prendere i sutra)

## Lo huaben dei tardi Ming come arte letteraria
Lo huaben si sviluppò ulteriormente sotto gli ultimi anni del regno dell'imperatore Wanli (r. 1572–1620). A partire dai primi del secolo XVII, la prosperità fece aumentare il numero di scuole e di case editrici commerciali, incrementando anche la competitività per il superamento degli esami imperiali. Molti uomini istruiti non riuscirono a ottenere pubblichi incarichi e decisero quindi di scrivere per il mercato. Feng Menglong e Ling Mengchu hanno trovato occupazione solo in questo impiego. Come letterati istruiti con considerevole talento letterario ma senza mezzi di supporto, raccolsero e rielaborarono vecchie storie e ne scrissero di nuove e accattivanti per il nuovo pubblico. Sebbene usassero le convenzioni orali dei cantastorie dei primi huaben, le loro nuove narrazioni erano opere d'arte sofisticate che venivano firmate orgogliosamente dai loro autori, piuttosto che essere pubblicate anonime, come facevano i romanzieri.
Feng Menglong avviò lo huaben come genere commerciale affermato pubblicando tre serie di storie. La prima, Gujin Xiaoshuo (Racconti antichi e moderni), pubblicato nel 1620, divenne noto come Parole illustri per istruire il mondo (Yushi Mingyan). Quest'ultimo è seguito da Storie per avvertire il mondo (Jingshi Tongyan) nel 1624 e da Storie per destare il mondo (Xingshi Hengyan) nel 1627. A causa del carattere "言" (yán, parola) che compare alla fine d'ogni titolo, queste tre raccolte sono spesso riportate come 三言S, SānyánP, lett. "Tre parole".
Gli huaben utilizzano un'ampia varietà di soggetti, affrontando la vita urbana e le personi comuni. L'intenzione moraleggiante di questi autori letterati si mescola coll'intrattenimento all'interno di più generi, come storie sentimentali e poliziesche. Shuhu Yang, recente traduttore dei primi due volumi, commenta che le Tre parole forniscono una "vivida panoramica del mondo vivace della Cina imperiale prima della fine dei Ming; si possono vedere non solo i letterati, gli imperatori, i ministri e i generali, ma anche donne e uomini nel loro ambiente quotidiano - mercanti e artigiani, prostitute e cortigiani, ruffiani e indovini, monaci e monache, servi e domestici, le loro idee sulla vita e la morte, sull'aldilà e il soprannaturale".
Il successo commerciale delle raccolte di Feng ispirò Ling Mengcheng a realizzare due volumi di circa quaranta storie, il primo nel 1628, il secondo nel 1633. La serie è chiamata Pai'an Jingqi. Pragonato a Feng, Ling è radicato nella letteratura cinese classica, rielaborando le storie in baihua.
Intorno al 1640, un'antologia, il Jingu Qiguan, include una quarantina di storie estratte senza riconoscimento dalle opere di Ling e Feng, ed ebbe un tale successo che i nomi dei due autori furono eclissati finché non furono riscoperti nel secolo XX da studiosi come Lu Xun. In ogni caso, la creatività dello huaben non resistette ai tumulti della caduta dei Ming.